# Bancaribe
BanCaribe, C.A. Banco Universal (anteriormente Banco del Caribe) es una institución financiera privada de Venezuela con base en Caracas especializada en banca universal. Es el noveno banco más grande del país y se ubica en el estrato mediano según SUDEBAN.
En la actualidad posee más de 100 oficinas ubicadas en todo el territorio nacional, más de 1.2 millones de clientes, alrededor de 17.000 puntos de venta en todo el país, 200 cajeros automáticos y genera más de 1.500 empleos directos. Su actual sede principal se encuentra ubicada en la ciudad de Caracas, en el Centro Empresarial Galipán.

## Historia
El Banco del Caribe es fundado el 12 de febrero de 1954 con sede en Puerto Cabello, Estado Carabobo funcionando como un instituto crediticio desde que inicia operaciones el 3 de noviembre del mismo año. En 1955 Bancaribe amplia su presencia en el país al inaugurar oficinas en Barquisimeto y Barinas; luego en 1956 abre dos en Valencia, dos en Morón y otra en Puerto Cabello. En 1957: San Felipe, Valle de La Pascua, Maracay, Calabozo, San Fernando de Apure, Punto Fijo, Guacara, El Tocuyo, Chivacoa y Guanare. En 1958: Caracas y Acarigua, Villa de Cura, La Victoria, Güigüe y Cagua. En 1959 otra oficina en Caracas y una en Anaco. En 1961, Turén y Nirgua.
En 1963 decide cambiar su sede a Caracas. Este proceso de expansión le permitió al banco ser pionero en el desarrollo de nuevos productos y servicios: siendo el primero en el país en prestar servicio en línea en sus agencias, en ofrecer el servicio Cheque Conforme Bancaribe, conformación telefónica de cheques y Caribe Cash, retiro de dinero a través de cajeros automáticos.

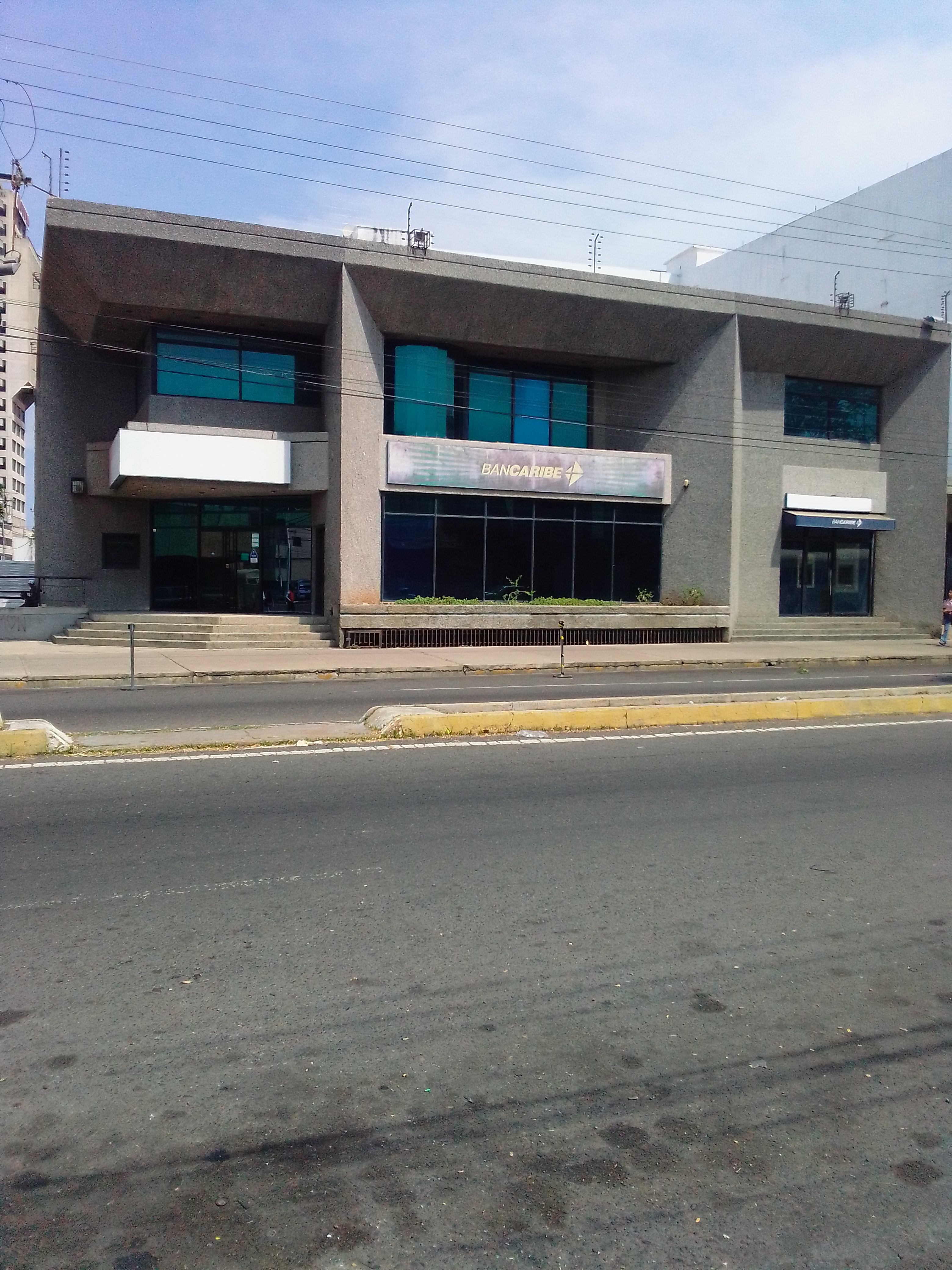
Sede del banco en Puerto La Cruz

De igual forma, participó activamente en la creación de Suiche 7B, el primer sistema de interconexión de cajeros automáticos en el país y en la creación de Consorcio Credicard, el primer centro operador de tarjetas de crédito del país. En 1976, constituyó un Banco off shore en Curazao, cuyo actual nombre es Bancaribe Curazao Bank, N. V. 
En 1997 se transforma en Banco Universal al fusionarse con sus filiales Banco de Inversión del Caribe y Fondo de Activos Líquidos del Caribe. Bancaribe posee una asociación estratégica con el Scotiabank, Banco canadiense de amplia trayectoria en el ámbito financiero internacional y un acuerdo de corresponsalía e intercambio comercial con Caixa Galicia, También fundó en 1977, Bancaribe Curacao Bank N V, primer banco venezolano off shore ubicado en la isla caribeña. 
En el año 2003 adaptó su Estatuto a las mejores prácticas de gobernabilidad, pero no solo a las recomendadas por organismos internacionales como la Organización para la Cooperación y el Desarrollo Económico (OECD) sino, especialmente, a las recomendaciones del Comité de Basilea para la Gobernabilidad de las Instituciones Financieras.
Bancaribe cambió su sede ubicada en el centro de Caracas entre 2008 y 2009 tras adquirir una torre en el Centro Galipán en el sector financiero de El Rosal.
Actualmente el Banco, tiene una alianza internacional con la canadiense Scotiabank.